# Union du peuple galicien
L'Union du peuple galicien (galicien : Union do Pobo Galego, UPG) est parti politique nationaliste galicien créé en 1963 dans un  premier temps, et refondé en 1964. D'orientation marxiste-léniniste, il est le plus important parti nationaliste galicien. Il est aujourd'hui le parti central du Bloc nationaliste galicien (BNG), coalition regroupant la plupart des partis nationalistes galiciens et ayant des députés à la Junte de Galice.

## Histoire

### Première fondation
En novembre 1963 à Saint-Jacques-de-Compostelle, Xosé Luís Méndez Ferrín, Bautista Álvarez, Reimundo Patiño, Xose Luis Blasco Xosé Antonio Arjona, membres du groupe Brais Pinto de Madrid fondent l’Union du peuple galicien, parti marxiste et nationaliste.